# Euthalia ludonia
Euthalia ludonia är en fjärilsart som beskrevs av Otto Staudinger 1889. Euthalia ludonia ingår i släktet Euthalia och familjen praktfjärilar. Inga underarter finns listade i Catalogue of Life.